# دکتر لاو (فیلم)
دکتر لاو (به هندی: Doctor Love) فیلمی هندی محصول سال ۲۰۱۱ و به کارگردانی کی بیجو است. در این فیلم بازیگرانی همچون کونچاکو بوبان، بهاوانا، آنانیا، باگت مانوئل، ندومودی ونو، سلیم کومار، میا جورج و آصف علی ایفای نقش کرده‌اند.